# پارک ملی ارچیلگو دی لا مدالینا
پارک ملی ارچیلگو دی لا مدالینا (به ایتالیایی: Parco nazionale dell'Arcipelago di La Maddalena) یک پارک ملی و منطقه حفاظت‌شده در ایتالیا است که در ساردینیا واقع شده‌است.